# باشگاه فوتبال روا
باشگاه فوتبال روا یک باشگاه فوتبال نیمه حرفه‌ای از فیجی است که در نائوسوری واقع شده و در لیگ ملی فوتبال بازی می‌کند. ورزشگاه اصلی آنها فودسیتی راتو کاکوباپو پارک است.
روا یک باشگاه بسیار موفق در فیجی است. آنها در طول تاریخ خود تورنمنت‌های زیادی را برده‌اند و در نهایت در سال ۲۰۲۲ اولین قهرمانی خود در لیگ ملی را کسب کردند.

## افتخارات
- لیگ برتر فیجی: ۱ قهرمانی
- جام بین منطقه‌ای: ۹ قهرمانی
- نبرد غول‌ها: ۹ قهرمانی
- تورنمنت جام اتحادیه فوتبال فیجی: ۳ قهرمانی
- قهرمان در مقابل قهرمان: ۱ قهرمانی